# Valentine Strasser

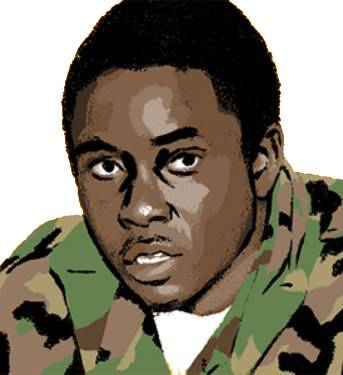
Valentine Strasser (Illustration)

Valentine Esegragbo Melvine Strasser (* 26. April 1967 in Freetown) war von 1992 bis 1996 Staatschef von Sierra Leone. Er gehört der Volksgruppe der Krio (Kreolen) an.
Strasser galt in jungen Jahren und als Staatsoberhaupt als ruhige, politisch unwissende und sehr schüchterne Person. Heute soll er durch seine aufbrausende Art bekannt sein.

## Lebensweg

### Staatschef
Am 29. April 1992 setzte Hauptmann Strasser mit einer Gruppe junger Offiziere Yahya Kanu ab, der am Tag zuvor angeblich den Putsch gegen den gewählten Präsidenten Joseph Saidu Momoh angeführt hatte. Ursprünglicher Anlass des Putsches war die ausbleibende Bezahlung der Soldaten der Armee. Die Gruppe gründete den National Provisional Ruling Council (NPRC), dem Strasser ab dem 1. Mai 1992 vorstand. Damit wurde er zum jüngsten Staatsoberhaupt der Welt. Er wurde zu dieser Zeit von der Bevölkerung Sierra Leones zum Großteil als „Erlöser“ gefeiert.
Ein Putschversuch durch Anhänger Momohs gegen ihn scheiterte Ende 1992 und führte zur Hinrichtung von 26–29 darin verwickelten Personen, darunter auch Yahya Kanu.
Nach knapp zweieinhalb Monaten löste Strasser den NPRC auf und wurde Vorsitzender des Supreme Council of State.
Während seiner Amtszeit ging der Bürgerkrieg gegen die Revolutionary United Front (RUF) unter Foday Sankoh weiter. Um die Lage in den Griff zu bekommen, engagierte Strasser die Söldnerfirma Executive Outcomes. Den Söldnern gelang es (zeitweise), die RUF zurückzuschlagen. Am Ende von Strassers Amtszeit kontrollierten die Rebellen etwa die Hälfte des Landes und konnten sich durch die Diamantenvorkommen in ihrem Machtbereich finanzieren. Auf internationalen Druck hin versprach er im Oktober 1993 Wahlen für das Jahr 1995, später wurden sie für den 26. Februar 1996 angesetzt. Anfang 1996 erklärte Strasser, bei den geplanten Wahlen nicht kandidieren zu wollen.

### Exil
Am 16. Januar 1996 wurde er durch einen Putsch seines Stellvertreters Julius Maada Bio entmachtet und ins Exil gebracht. Damit wurde er das jüngste ehemalige Staatsoberhaupt der Welt. Zunächst flog man ihn nach Conakry im benachbarten Guinea, wo bereits sein Vorgänger Momoh seit 1992 lebte.
Er wurde von den Vereinten Nationen eingeladen, Rechtswissenschaft an der University of Warwick in Coventry zu studieren, aber bereits nach einem Jahr auf Betreiben der Studentenschaft wieder relegiert. Anschließend war er arbeitslos. Als sein Aufenthalt in Großbritannien bekannt wurde, forderte Amnesty International im Mai 2000 von der britischen Regierung, Strasser wegen der Vorkommnisse während seiner Herrschaft zur Rechenschaft zu ziehen. Er musste Großbritannien verlassen und wurde Ende 2000 auch aus Gambia ausgewiesen.

### Seit der Rückkehr
Er kehrte nach Sierra Leone zurück und lebt dort arbeitslos bei seiner Mutter. Die Regierung von Sierra Leone bat die Bevölkerung in einer Erklärung, den zurückgekehrten Strasser nicht zu belästigen, nachdem er mehrfach auf der Straße mit Steinen beworfen worden war. Er wurde gefürchtet und seine damalige Politik gilt zu dieser Zeit als verhasst. Strasser weigerte sich mehrfach vor der Sierra Leone Truth and Reconciliation Commission, der Wahrheitskommission, auszusagen. Er tat dies schlussendlich am 30. Juli 2003.
Im Mai 2005 erklärte Strasser in einer Pressekonferenz, er habe die People’s Redemption Party gegründet und wolle bei den nächsten Präsidentschaftswahlen kandidieren. Er scheiterte schon an der Registrierung der Partei.
2012 lebte Strasser in Armut und betrieb eine Computerschule für Jugendliche. 2016 lebte er weiterhin in Freetown und gab erstmals seit Jahren wieder ein Interview.
Anfang 2019 wurde der schwer kranke Strasser auf Wunsch von Staatspräsident Julius Maada Bio auf Staatskosten unter anderem in Ghana behandelt. Hier wurde ihm das linke Bein amputiert. 2021 erhielt er von Staatspräsident Bio privat oder auf Staatskosten ein neues Haus.